# Castellar del Riu
Castellar del Riu es un municipio español de la provincia de Barcelona, situado en la comarca de Bergadá, comunidad autónoma de Cataluña.

## Toponimia
El topónimo oficial del municipio es Castellar del Riu. Puede encontrarse también referido como Castellar del Ríu. A mediados del siglo XIX se denominaba Castellar de Ruiz y cuadra de Sorribas.

## Demografía
Castellar del Riu cuenta con una población de 163 habitantes (INE 2024).

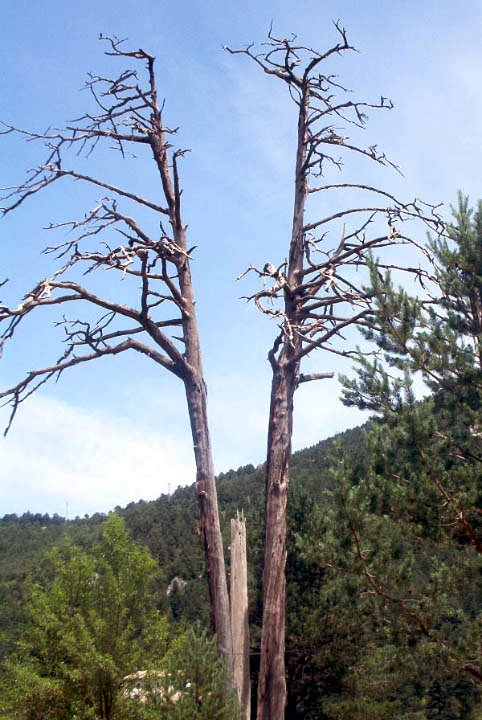
El pi de les tres branques simboliza, para el nacionalismo catalán, la unidad de Cataluña, islas Baleares y Comunidad Valenciana

| Gráfica de evolución demográfica de Castellar del Riu entre 1842 y 2021 |
| |
| Población de derecho según los censos de población del INE. Población de hecho según los censos de población del INE.En este censo se denominaba Castellar de Ruiz y cuadra de Sorribas: 1842. Entre el censo de 1857 y el anterior, crece el término del municipio porque incorpora a Cofort, Espinalbet, Llinás y parte de Marfa y Santa Coloma Saserra. |

| 307                        | 294 | 273 | 163 | 180 | 54 | 63 | 91 | 119 | 136 |
| (Fuente: [cita requerida]) |     |     |     |     |    |    |    |     |     |

## Economía
Agricultura de secano y ganadería. Estación de esquí de Rasos de Peguera.

## Lugares de interés
- Pi de les tres branques.
- Iglesia de Sant Llorenç dels Porxos